# مطار الوادي - قمار
مطار قمار الدولي هو مطار دولي يقع في قمار، بولاية الوادي الجزائرية. تأسس في 1955.

## شركات الطيران
| شركات الطيران           | الوجهات                    |
| ----------------------- | -------------------------- |
| الخطوط الجوية الجزائرية | الجزائر، وهران، باريس، جدة |
| طيران الطاسيلي          | الجزائر، عنابة             |